# Hippocephala fuscolineata
Hippocephala fuscolineata är en skalbaggsart som beskrevs av Stefan von Breuning 1947. Hippocephala fuscolineata ingår i släktet Hippocephala och familjen långhorningar. Inga underarter finns listade i Catalogue of Life.